# Rambus Inline Memory Module

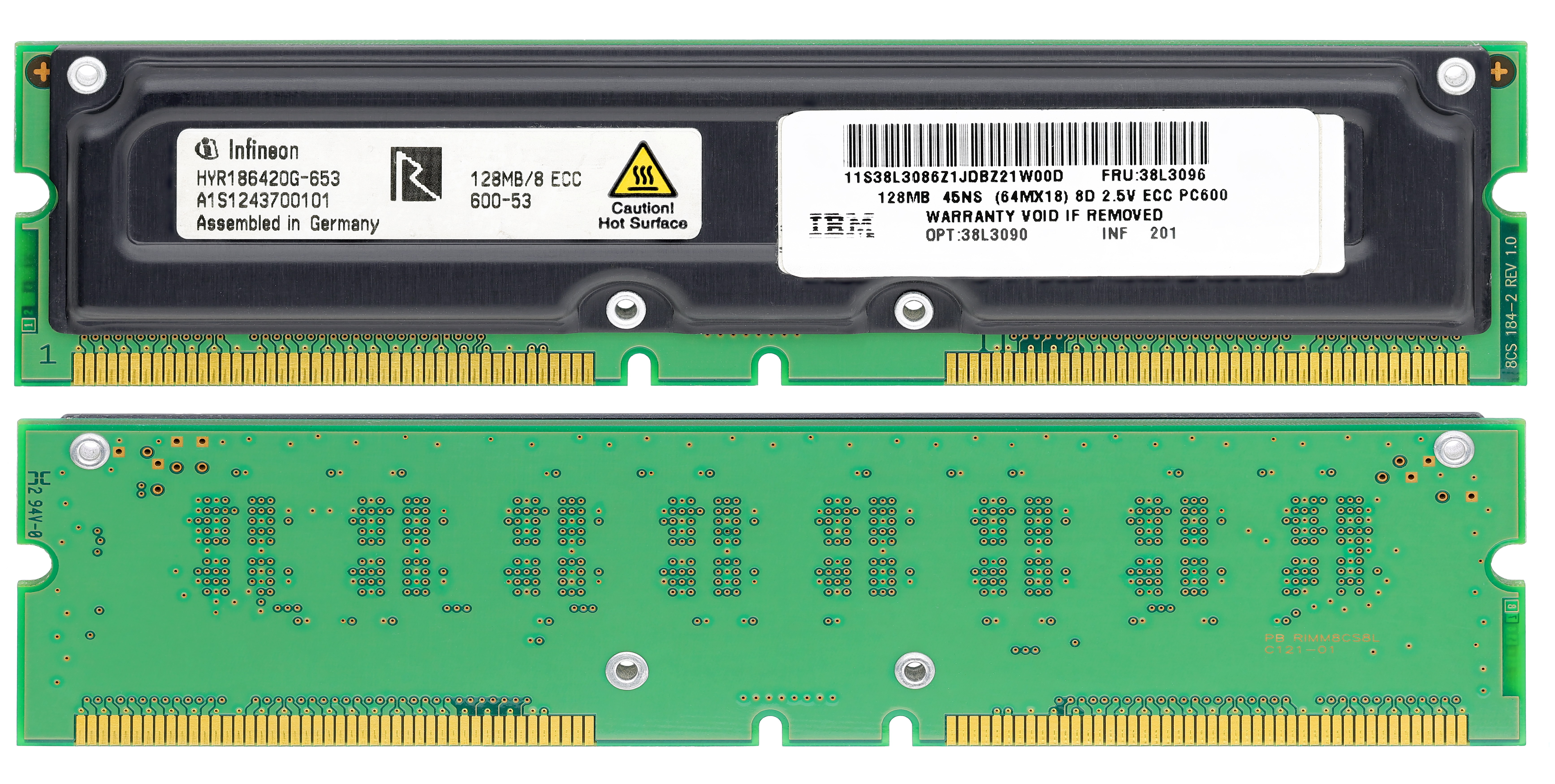

Rambus Inline Memory Module (RIMM) is een geheugensoort voor de computer naast de gangbare DIMM en oudere SIMM. Dit geheugen is van het bedrijf Rambus Inc. en is in staat veel hogere datasnelheden te behalen door een hogere bussnelheid (tot wel 1200 MHz). Deze snelheden kunnen oplopen tot 10.8 GB/s als ze in Quad-channel zijn uitgevoerd. Het geheugen op een RIMM noemt men ook wel RDRAM, met daarvoor de aanduiding in wat voor channel-specificatie het is. Dus bijvoorbeeld SDR RDRAM, DDR RDRAM of QDR RDRAM.
Dit geheugen is relatief duur en vereist een speciale chipset. Daardoor wordt het bij de thuis-pc haast nooit toegepast -uitgezonderd de eerste Pentium 4 serie- en ziet men het enkel bij high-end workstations en servers.
RIMMs kunnen alleen in paren worden gebruikt, dus twee of vier chips op één moederbord. Alle geheugensloten moeten ook opgevuld worden. De gebruikelijk lege sloten worden dan opgevuld met zogenaamde CRIMMs. Dit zijn als het ware lege RIMMs. CRIMMs zorgen er alleen voor dat de stroompjes worden doorgegeven zodat er een elektronisch circuit ontstaat.